# قازار سارگسیان
قازاروس (قازار) هاکوبی سارگسیان (ارمنی: Ղազարոս (Ղազար) Հակոբի Սարգսյան؛ انگلیسی: Lazar Ye. Sargsyan زاده ۱۸ مارس ۱۸۷۴ - درگذشته ۲۹ نوامبر ۱۹۶۰) معمار اهل ارمنستان بود.

## زندگی‌نامه
وی در ۳۰ مارس [سبک قدیمی: ۱۸ مارس] ۱۸۷۴ در شوشی به دنیا آمد .  وی در ۲۹ نوامبر ۱۹۶۰ در سن ۸۶ سالگی در ایروان درگذشت.

## نگارخانه

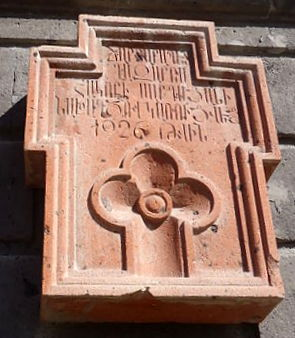
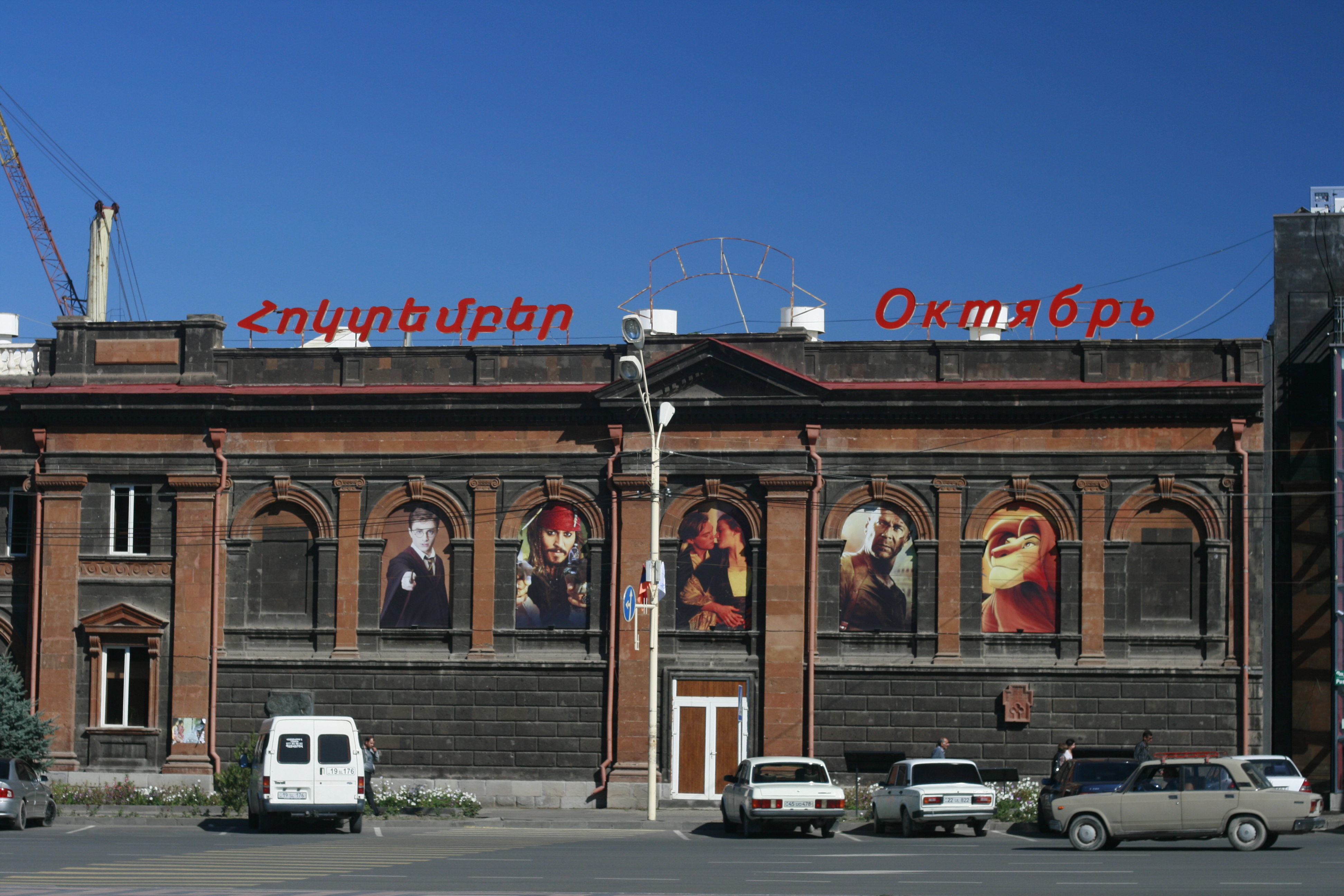
سالن سینما